# Eleccions generals japoneses de 2021
Les eleccions generals japoneses de 2021 (第49回衆議院議員総選挙, Dai 49 kai Shūgiin giin sōsenkyo) es van celebrar el diumenge 31 d'octubre de 2021 per tal de renovar els 465 membres de la Cambra de Representants del Japó per a un nou mandat de quatre anys.

## Antecedents
Les eleccions van seguir un període tumultuós de la política japonesa que va veure la dimissió sobtada del primer ministre Shinzo Abe el 2020 a causa de problemes de salut i el breu mandat de primer ministre del seu successor Yoshihide Suga, que va renunciar com a líder del governant Partit Liberal Democràtic (LDP) després d'uns mesos al càrrec a causa dels baixos índex d'aprovació i fou succeït per Fumio Kishida el 4 d'octubre de 2021. Des de les eleccions generals japoneses de 2017 es va consolidar bona part del centreesquerra del país en el reforçat Partit Democràtic Constitucional (CDP) i la formació del partit populista d'esquerra Reiwa Shinsengumi liderat per l'exactor Taro Yamamoto.

## Sistema electoral
Els 465 escons de la Cambra de Representants del Japó es disputen mitjançant vot paral·lel. D'aquests, 289 diputats són elegits en circumscripcions uninominals per vot uninominal, mentre que 176 membres són elegits en 11 circumscripcions plurinominals per representació proporcional amb llista de partit. Un partit polític pot presentar llista en una circumscripció electoral si disposa d'almenys 5 membres de la Dieta o almenys 1 membre de la Dieta i almenys el 2% del vot nacional en un nivell d'una recent elecció nacional, i si es perd el vot de circumscripció, es pot ser elegit en els escons assignats proporcionalment. Si un candidat doble obté menys del 10% dels vots a la seva circumscripció majoritària, també queda desqualificat com a candidat proporcional.

## Resultats
| Eleccions generals japoneses de 2021 | Eleccions generals japoneses de 2021 | Eleccions generals japoneses de 2021 | Eleccions generals japoneses de 2021 | Eleccions generals japoneses de 2021 | Eleccions generals japoneses de 2021 | Eleccions generals japoneses de 2021 | Eleccions generals japoneses de 2021 | Eleccions generals japoneses de 2021 | Eleccions generals japoneses de 2021 | Eleccions generals japoneses de 2021 |
| Partit                               | Partit                               | Proporcional                         | Proporcional                         | Proporcional                         | Circumscripció                       | Circumscripció                       | Circumscripció                       | Escons totals                        | Augment · Disminució                 | Govern                               |
| Partit                               | Partit                               | Vots                                 | %                                    | Escons                               | Vots                                 | %                                    | Escons                               | Escons totals                        | Augment · Disminució                 | Govern                               |
| ------------------------------------ | ------------------------------------ | ------------------------------------ | ------------------------------------ | ------------------------------------ | ------------------------------------ | ------------------------------------ | ------------------------------------ | ------------------------------------ | ------------------------------------ | ------------------------------------ |
|                                      | Partit Liberal Democràtic            | 17.658.916                           | 33,11                                | 68                                   | 25.461.449                           | 48,10                                | 223                                  | 291                                  | 3                                    | Coalició                             |
|                                      | Partit Democràtic Constitucional     | 11,492,095                           | 20.00                                | 39                                   | 17,215,621                           | 29.96                                | 57                                   | 96                                   | ▲ 41                                 | Oposició                             |
|                                      | Nippon Ishin no Kai                  | 8.050.830                            | 14,01                                | 25                                   | 4.802.793                            | 8,36                                 | 16                                   | 41                                   | ▲ 30                                 | Oposició                             |
|                                      | Kōmeitō                              | 7.114.282                            | 12,38                                | 23                                   | 872.931                              | 1,52                                 | 9                                    | 32                                   | ▲ 3                                  | Coalició                             |

7,114,282	12.38	9	32	+3

## Conseqüències
Fumio Kishida va mantenir el càrrec de primes ministre tot i que el Partit Liberal Democràtic (PLD) va perdre 25 escons, formant un nou govern de coalició del PLD amb Kōmeitō.
Yukio Edano va dimitir com a líder del Partit Democràtic Constitucional (PDC).